# Noord-Duits voetbalkampioenschap 1927/28
In 1927/28 werd het 22ste voetbalkampioenschap gespeeld dat georganiseerd werd door de Noord-Duitse voetbalbond.
De verliezers van de voorronde speelden in een aparte groep en de groepswinnaar nam het op tegen de nummer twee uit de winnaarsgroep voor het tweede ticket naar de eindronde om de Duitse landstitel. HSV werd kampioen en vicekampioen Holstein Kiel ging ook naar de eindronde na de barrage tegen Union Altona van de verliezersgroep. HSV versloeg FC Schalke 04, VfB Königsberg en FC Bayern München en plaatste zich zo voor de finale, waarin het met 5-2 won van Hertha BSC en zo landskampioen werd. Holstein Kiel versloeg SC Preußen Stettin en verloor dan van Hertha BSC.

## Deelnemers aan de eindronde
| Club                         | Gekwalificeerd als                          |
| ---------------------------- | ------------------------------------------- |
| Hamburger SV                 | Kampioen van Groot-Hamburg/Alster           |
| SC Victoria Hamburg          | Vicekampioen van Groot-Hamburg/Alster       |
| Sankt Pauli SV 1901          | Kampioen van Groot-Hamburg/Elbe             |
| FC Union 03 Altona           | Vicekampioen van Groot-Hamburg/Elbe         |
| Lübecker BV Phönix 03        | Kampioen van Lübeck-Mecklenburg             |
| VfR 1907 Harburg             | Kampioen van Noord-Hannover                 |
| VfB Union-Teutonia 1908 Kiel | Kampioen van Sleeswijk-Holstein/Eider       |
| Kieler SV Holstein 1900      | Kampioen van Sleeswijk-Holstein/Förde       |
| Hannoverscher SV 96          | Kampioen van Zuid-Hannover-Braunschweig     |
| Hannoversche SpVgg 1897      | Vicekampioen van Zuid-Hannover-Braunschweig |
| SV Arminia Hannover          | Derde plaats Zuid-Hannover-Braunschweig     |
| SV Werder Bremen             | Kampioen van Westkreis-Jade                 |
| VfB Komet 1896 Bremen        | Kampioen van Westkreis-Wezer                |

## Eindronde

### Kwalificatie
De wedstrijden werden op 11 en 18 maart 1928 gespeeld, titelverdediger Holstein Kiel had een bye. 
|  |                       |       |              |  |
|  | VfB Komet 1896 Bremen | 3 - 4 | Hamburger SV |  |
|  |                       |       |              |  |

|  |                       |       |                     |  |
|  | Lübecker BV Phönix 03 | 2 – 3 | Sankt Pauli SV 1901 |  |
|  |                       |       |                     |  |

|  |                         |       |                     |  |
|  | Hannoversche SpVgg 1897 | 1 - 5 | SC Victoria Hamburg |  |
|  |                         |       |                     |  |

|  |                    |       |                     |  |
|  | FC Union 03 Altona | 0 - 2 | SV Arminia Hannover |  |
|  |                    |       |                     |  |

|  |                              |       |                     |  |
|  | VfB Union-Teutonia 1908 Kiel | 1 - 3 | Hannoverscher SV 96 |  |
|  |                              |       |                     |  |

|  |                  |              |                  |  |
|  | VfR 1907 Harburg | 6 - 3 (n.v.) | SV Werder Bremen |  |
|  |                  |              |                  |  |

### Verliezersgroep
| Plaats | Club                         | Wed. | W | G | V | Saldo | Ptn. |
| ------ | ---------------------------- | ---- | - | - | - | ----- | ---- |
| 1.     | FC Union 03 Altona           | 5    | 3 | 1 | 1 | 14:10 | 7:3  |
| 2.     | Hannoversche SpVgg 1897      | 5    | 3 | 0 | 2 | 13:4  | 6:4  |
| 3.     | SV Werder Bremen             | 5    | 3 | 0 | 2 | 10:13 | 4:6  |
| 4.     | Lübecker BV Phönix 03        | 5    | 2 | 0 | 3 | 8:12  | 4:6  |
| 5.     | VfB Komet 1896 Bremen        | 5    | 2 | 0 | 3 | 10:15 | 4:6  |
| 6.     | VfB Union-Teutonia 1908 Kiel | 5    | 1 | 1 | 3 | 11:12 | 1:9  |

|  | Play-off tweede ticket nationale eindronde |

### Winnaarsgoep
| Plaats | Club                    | Wed. | W | G | V | Saldo | Ptn. |
| ------ | ----------------------- | ---- | - | - | - | ----- | ---- |
| 1.     | Hamburger SV            | 6    | 6 | 0 | 0 | 23:5  | 12:0 |
| 2.     | Kieler SV Holstein 1900 | 6    | 5 | 0 | 1 | 27:5  | 10:2 |
| 3.     | SC Victoria Hamburg     | 6    | 3 | 0 | 3 | 14:10 | 6:6  |
| 4.     | Hannoverscher SV 96     | 6    | 3 | 0 | 3 | 15:19 | 6:6  |
| 5.     | SV Arminia Hannover     | 6    | 2 | 1 | 3 | 9:25  | 5:7  |
| 6.     | Sankt Pauli SV 1901     | 6    | 1 | 1 | 4 | 8:17  | 3:9  |
| 7.     | VfR 1907 Harburg        | 6    | 0 | 0 | 6 | 4:19  | 0:12 |

|  | Kampioen, geplaatst voor nationale eindronde |
|  | Play-off tweede ticket nationale eindronde   |

### Play-off tweede ticket eindronde
|             |                         |              |                    |  |
| 1 juli 1928 | Kieler SV Holstein 1900 | 3 - 2 (n.v.) | FC Union 03 Altona |  |
| 1 juli 1928 |                         |              |                    |  |